# (3821) Sonet
(3821) Sonet (1985 RC3) – planetoida z pasa głównego asteroid okrążająca Słońce w ciągu 5,87 lat w średniej odległości 3,25 j.a. Odkrył ją Henri Debehogne 6 września 1985 roku.